# Sterren stralen overal
Sterren stralen overal is een Nederlandse film uit 1953 in zwart-wit, met geluid. De film behandelt het onderwerp emigratie, wat eind jaren veertig en begin jaren vijftig een actueel thema was. Veel Nederlanders waren bang voor hongersnood en wilden niet opnieuw in armoede leven.
Net na de première brak de watersnood van 1953 uit, maar de film werd later opnieuw uitgebracht en werd een succes. Edwin Rutten debuteerde in de film op 9-jarige leeftijd.

## Verhaal
Een taxichauffeur uit de hoofdstad heeft problemen om zijn inkomen op peil te houden. Hij speelt al een tijd met de gedachte om te gaan emigreren naar Australië. Zijn gezin denkt er ook zo over, behalve zijn oudste dochter, die bij een verkeersongeval een leuke jongen heeft ontmoet, zij wil hem beter leren kennen. De jongen probeert zijn goede wil te tonen, door op louche wijze geld bij elkaar te krijgen voor de overtocht. Dan grijpt de taxichauffeur in, die weet de boel nog net op orde te krijgen voordat het echt mis gaat. Het gezin reist dan toch af naar Australië en neemt afscheid van Nederland met pijn in het hart.
Om de film wat vrolijkheid mee te geven is er een revuenummer van Snip en Snap in verwerkt.

## Rolverdeling
| Acteur          | Personage                      |
| --------------- | ------------------------------ |
| Johan Kaart     | Piet van Amstel, taxichauffeur |
| Peronne Hosang  | zijn vrouw                     |
| Edwin Rutten    | Jan, hun zoon                  |
| Kitty Janssen   | Willy, hun dochter             |
| Guus Oster      | Jim, haar vriend               |
| Hetty Blok      | de buur- en wasvrouw           |
| Herbert Joeks   | begrafenisondernemer           |
| Aaf Bouber      | de waarzegster                 |
| Ben Groenier    | agent van levensverzekeringen  |
| Frans Nienhuys  | emigratieambtenaar             |
| Willy Walden    | Snip                           |
| Piet Muijselaar | Snap                           |